# Ненсі Лайл
Ненсі Лайл (англ. Nancy Lyle; 26 лютого 1910 — 1 січня 1986) — колишня британська тенісистка.
Найвищим досягненням на турнірах Великого шолома був фінал в одиночному розряді.

## Фінали турнірів Великого шолома

### Одиночний розряд: (1 поразка)
| Результат | Рік  | Турнір              | Покриття | Суперниця    | Рахунок       |
| --------- | ---- | ------------------- | -------- | ------------ | ------------- |
| Поразка   | 1935 | Чемпіонат Австралії | Трава    | Дороті Раунд | 6–1, 1–6, 3–6 |

### Парний розряд: (1 перемога)
| Результат | Рік  | Турнір              | Покриття | Партнерка     | Суперниці                     | Рахунок  |
| --------- | ---- | ------------------- | -------- | ------------- | ----------------------------- | -------- |
| Перемога  | 1935 | Чемпіонат Австралії | Трава    | Евелін Дірман | Луї Бікертон Нелл Голл-Гопман | 6–3, 6–4 |